# Hove (Jork)
Hove  (platduits:Hoov) is een dorp in de gemeente Jork in het Landkreis Stade in de deelstaat Nedersaksen. Het dorp, gelegen aan de Este, een 62 km lange zijrivier van de Elbe, werd  in 1972 bij Jork gevoegd. 

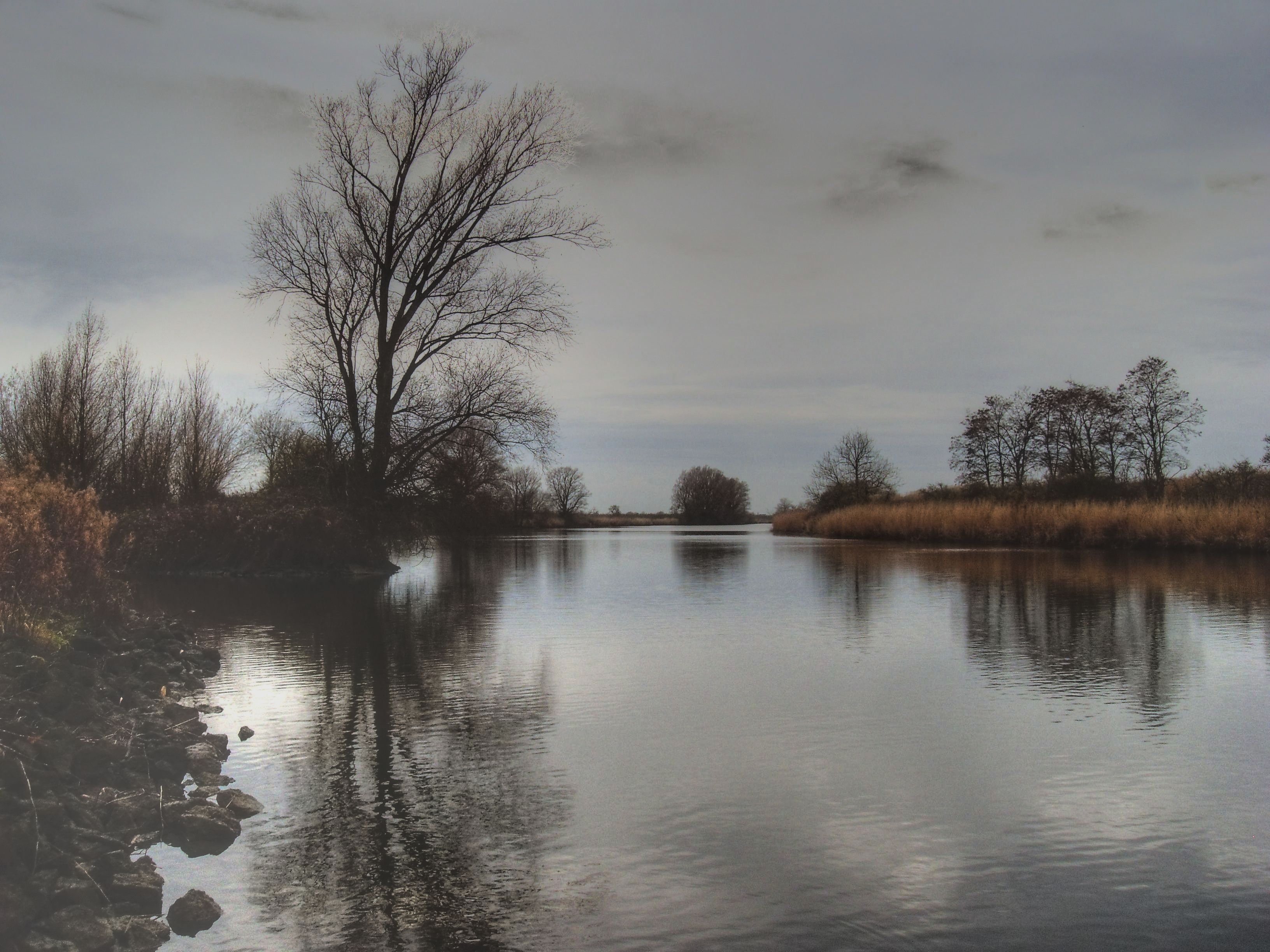
Borsteler Binnenelbe
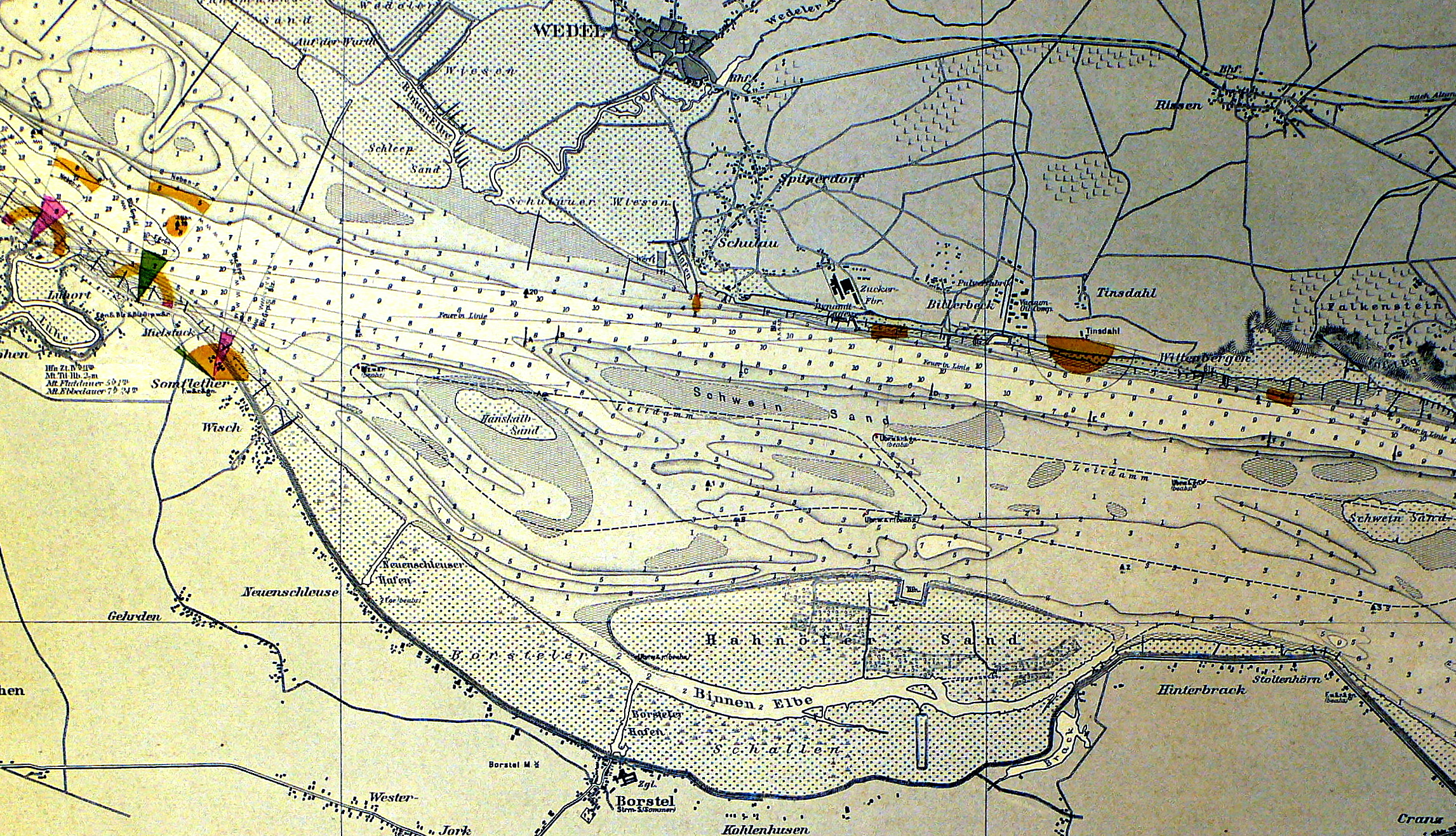
Uiterwaarden van de Elbe ten noorden van Borstel in 1914

Direct ten noorden van het dorp ligt het beschermde natuurgebied de Borsteler Binnenelbe und Großes Brack. Dit is een onderdeel van een in 2018 ingericht groter natuurgebied Elbe und Inseln.
Borstel had tot 1970 een vissershaven aan de Binnenelbe, die als maatregel tegen overstromingen is afgedamd. Bij de stormvloed van 1962 had het gebied onder grote wateroverlast geleden.